# Турсинбаєва Елізабет Байтаківна
Елізабет Байтаковна Турсинбаева (каз. Элизабет Байтаққызы Тұрсынбаева; нар. 14 лютого 2000) — казахстанська фігуристка, що виступає в жіночому одиночному катанні. Відома як перша доросла фігуристка в історії, яка виконала четверний сальхов на офіційних змаганнях .
Призерка чемпіонату світу 2019, чемпіонату чотирьох континентів (2019), зимової Універсіади-2019, II зимових юнацьких Олімпійських ігор (2016), чотириразова чемпіонка Казахстану (2014—2017), бронзова медалістка Зимових Азійських ігор-2017 .

## Біографія
Ліза народилася в Москві, де її батько Байтак Турсинбаєв займався бізнесом . Мати назвала дочку на честь Елізабет Тейлор. Батьки привели її в секцію фігурного катання, як раніше і сина Тимура. Навесні 2013 року Ліза завоювала «золото» в першості Москви серед юніорів, і її включили до збірної Москви і Росії, але батьки прийняли рішення, що Елізабет буде виступати за Кизилординську область і Казахстан.
Елізабет чотири рази чемпіонкою Казахстану серед дорослих у 2014, 2015, 2016 та 2017 роках.
У 2013 році переїхала в Канаду, в Торонто, де стала займатися у знаменитого фігуриста і тренера Браяна Орсера. У 2014 році дебютувала на юніорському чемпіонаті світу у болгарській Софії, зайнявши 11 місце. У 2015 році на юніорському чемпіонаті світу в Талліні була за крок від п'єдесталу.
У лютому 2017 року казахська спортсменка взяла участь в VIII зимових Азійських іграх в Саппоро, де посіла третє місце. В кінці березня на чемпіонаті світу в Гельсінкі вона опинилася в десятці найкращих фігуристок світу.
У лютому 2018 року Елізабет Турсинбаева вперше виступила на зимові Олімпійські ігри на зимових Олімпійських іграх у Пхьончхані. За свій прокат в довільній програмі Турсинбаева набрала 118.30 бали, що в сумі з короткою програмою (57, 95 бала), де вона стала 15-й, дало 177.12 бала. У підсумку вона посіла загальне 12-е місце.
У березні 2019 року блискуче виступила на чемпіонаті світу в японському місті Сайтама, ставши віце-чемпіонкою світу. Турсинбаева стала першою дорослою фігуристкою в історії, яка виконала чистий четверний сальхов в довільній програмі. До неї цей стрибок підкорявся тільки Мікі Андо і Олександрі Трусовій на офіційних юніорських стартах.